# Drachen-Club-Deutschland
Der Drachen-Club-Deutschland e. V. (DCD) war ein bundesweiter Verein für Fesseldrachenflieger. Der DCD wurde gegründet am 27. Oktober 1984. Die internationale Bezeichnung war: German Kite Fliers Association.

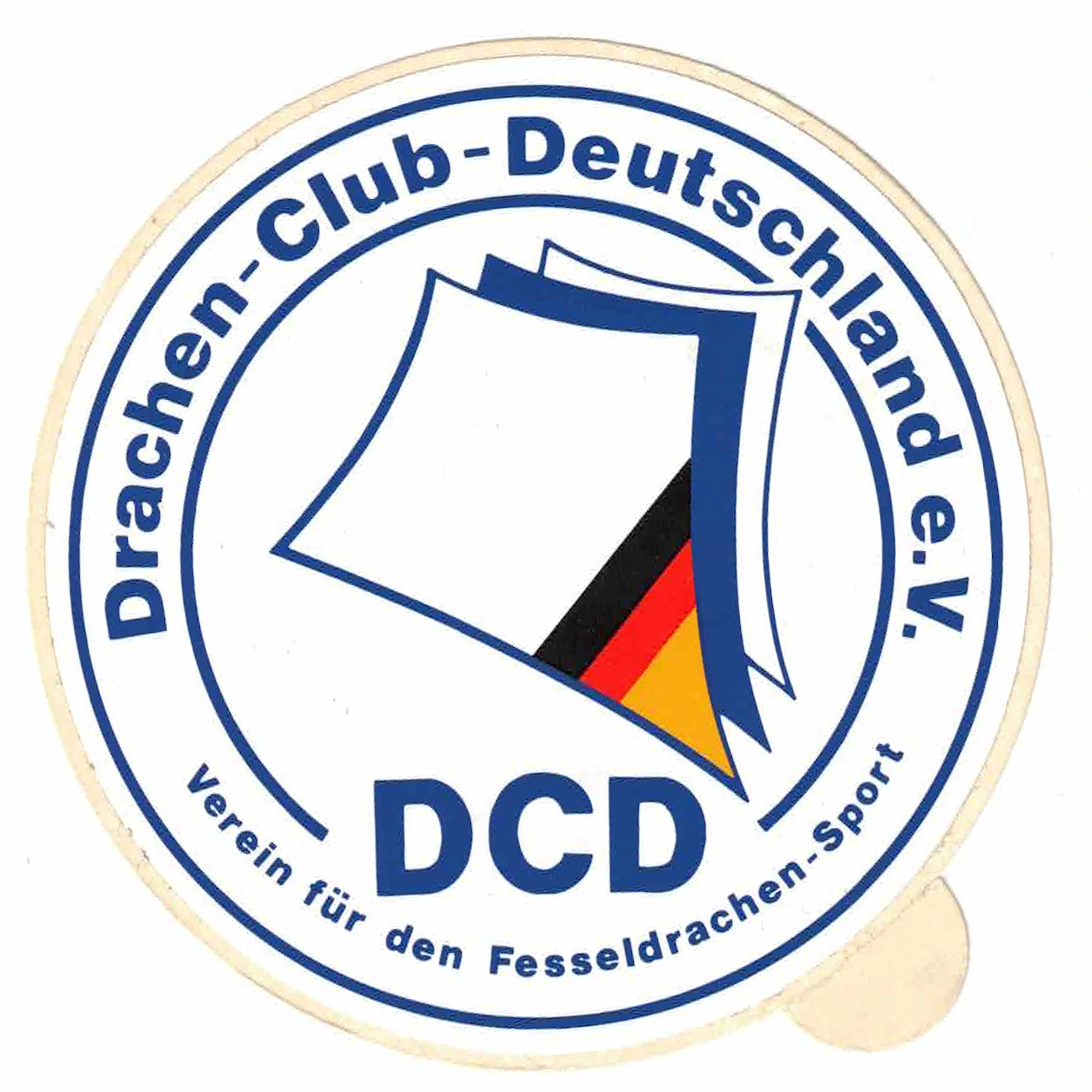
Aufkleber mit dem Logo des Drachen-Club-Deutschland e. V. (1984–2005)

Der Verein war eine bundesweite Alternative zu den nicht flächendeckend vorhandenen regionalen Vereinen. Die überwiegende Mehrzahl der Mitglieder waren Einzelpersonen, es gab aber auch die Möglichkeit, dass ein regionaler Verein Mitglied im DCD wird, ähnlich wie bei einem Dachverband. Die vom DCD veröffentlichten Sicherheitsregeln sollten helfen, Unfälle und Schäden durch Drachen zu vermeiden.
Der DCD wurde von Gerichten und Versicherungen als Gutachter herangezogen. Neben der Ausrichtung der Deutschen Meisterschaft gehörte auch die Pflege der Kontakte zu Drachenclubs anderer Länder zu den Aufgaben des Vereins. Für Mitglieder bestand eine Drachen-Halter-Haftpflicht-Versicherung. Wie von seinen Mitgliedern beschlossen, stellte der DCD zum 31. Dezember 2005 seine Tätigkeit ein.

## Mitglieder
| Zeitpunkt      | Gesamt    | davon Vereine |
| -------------- | --------- | ------------- |
| Oktober 1984   | 42        | 0             |
| Dezember 1985  | > 100     |               |
| November 1986  | 146       |               |
| November 1988  | 560       |               |
| Februar 1992   | 765       | 6             |
| März 1993      | 929       |               |
| Dezember 1993  | 1008      |               |
| März 1994      | 973       | 7             |
| 1994           | 1052      | 10            |
| März 2000      | knapp 700 |               |
| März 2001      | ca. 600   |               |
| 2003           | 671       |               |
| September 2005 | 455       |               |

Etwa 70 % der Mitglieder waren Männer.
Die Mitglieder erhielten Mitgliedsausweise im Scheckkartenformat, die durch Aufkleber jährlich verlängert wurden.
Der Eintritt zu einigen Drachenfesten und der Einkauf in einigen Drachengeschäften war für DCD-Mitglieder vergünstigt.
Unter dem Titel "Blaue Liste" wurden den Mitgliedern eine gedruckte Liste mit Namen und Adressen aller Vereinsmitglieder zur Verfügung gestellt. Ab 1991 konnten auch Vereine Mitglied werden.

## Vorstand
Die Vorstände und Funktionen im Verein wurden rein ehrenamtlich ausgeführt.
| Beginn Jahreshauptversammlung | 1. Vorsitzender Präsident | 2. Vorsitzender Vizepräsident   | Geschäftsführer                   | Schatzmeister         |
| ----------------------------- | ------------------------- | ------------------------------- | --------------------------------- | --------------------- |
| 27.10.1984                    |                           |                                 |                                   |                       |
| 1985                          |                           |                                 |                                   | Marlene Brosch        |
| 16.11.1986                    | Jürgen Gutzeit            | Peter Becker                    | Charly Rösler                     | Karin Zander          |
| 31.10. – 01.11.1987           |                           | Peter Becker                    | Charly Rösler                     | Ulrike Mahrt-Böttcher |
| 12.11.1988                    |                           | Werner Hohenhorst               | Wolfgang Schöpfer                 | Christel Soot         |
| 13.01.1990                    | Nancy Mesch               | Thomas Lambeck                  | Wolfgang Schöpfer                 | Volker Clasen         |
| 1991                          | Rolf Sturm                | (nicht besetzt)                 | Wolfgang Schöpfer                 | Volker Clasen         |
| 22.02.1992                    | Rolf Sturm                | Manfred Jacob                   | Peter Leipold                     | Volker Clasen         |
| 13.03.1993                    | Rolf Sturm                | Manfred Jacob                   | Peter Leipold                     | Volker Clasen         |
| 12.03.1994                    | Rolf Sturm                | Ralf Dietrich                   | Peter Leipold                     | Volker Clasen         |
| 01. – 02.04.1995              | Rolf Sturm                | Ralf Dietrich                   | Peter Leipold                     | Rainer van den Bergh  |
| 02.03.1996                    | Rolf Sturm                | Holger Schumann                 | Peter Leipold                     | Rainer van den Bergh  |
| 08. – 09.03.1997              | Rolf Sturm                | Reiner Glöckner (kommissarisch) | Peter Leipold                     | Rainer van den Bergh  |
| 07.03.1998                    | Rolf Sturm                | Rainer Glöckner                 | Peter Wiesemann                   | Rainer van den Bergh  |
| 06. – 07.03.1999              | Peter Wiesemann           | Andreas Hardtung                | Berndt Schumacher (kommissarisch) | Rainer van den Bergh  |
| 11.03.2000                    | Peter Wiesemann           | Jürgen Ebbinghaus               | Berndt Schumacher                 | Rainer van den Bergh  |
| 09. – 11.03.2001              | Peter Wiesemann           | Jürgen Ebbinghaus               | Berndt Schumacher                 | Rainer van den Bergh  |
| 09.03.2002                    | Jürgen Ebbinghaus         | Ralf Maserski                   | Berndt Schumacher                 | Rainer van den Bergh  |
| 08.03.2003                    | Jürgen Ebbinghaus         | Ralf Maserski                   | Berndt Schumacher                 | Detlef van den Bergh  |
| 05. – 07.03.2004              | Jürgen Ebbinghaus         | Ralf Maserski                   | Berndt Schumacher                 | Detlef Gassen         |
| 25. – 27.02.2005              | Jürgen Ebbinghaus         | Jürgen Hansen                   | Berndt Schumacher                 | Martina Marx          |

Neben den Vorsitzenden, Geschäftsführer und Schatzmeister wurden weitere Funktionen im Verein gewählt: Kassenprüfer, Beisitzer Öffentlichkeitsarbeit, Beisitzer Neue Medien (Webseite), Beisitzer HoHi, Beisitzer Regionalkreise.
Nach der Auflösung des Vereins übernahmen der 1. und 2. Vorsitzende sowie der Geschäftsführer die Aufgabe der Liquidatoren.

## Hoch Hinaus
Das offizielle Magazin des Vereins hieß Hoch Hinaus, vereinsintern kurz „HoHi“ genannt.
Hoch Hinaus wurde teilweise in Farbe gedruckt und hatte den Charakter einer Drachenzeitschrift mit Bauanleitungen, Festival-Berichten und einem Veranstaltungs-Kalender.
Vereinsinterne Informationen des DCD, z. B. die Einladungen und die Protokolle der Jahreshauptversammlungen, wurden zusätzlich in einem einfacher gehaltenen Hoch Hinaus aktuell veröffentlicht.
Bis 2001 wurde Hoch Hinaus im Format DIN-A5 gedruckt, danach in DIN-A4.
Ab dem Jahr 2000 präsentierte der DCD sich in Internet auf einer eigenen Webseite.

### Redaktion
der Zeitschrift Hoch Hinaus
- 1985–1986: Axel G. Voss
- 1992: Manfred Jakob
- 1993–1998: Jürgen Gutzeit
- 1999–2000: Rolf Sturm
- ab 2003: Ralf Maserski

## Deutsche Meisterschaft
Die „Deutsche Meisterschaft der Fesseldrachen“ wurde von 1986 bis 2005 vom DCD ausgerichtet. Dabei wurde die Meisterschaft meist in ein lokales Drachenfest integriert.
Nachdem Lenkdrachen in den 1980er Jahren in Deutschland populär geworden waren, starteten die Meisterschaften 1986 zunächst als Lenkdrachen-Wettbewerb. Im Jahr 1989 kamen die Einleiner-Wettbewerbe dazu.
Später haben die Lenkdrachen-Piloten sich aus der jährlichen Deutschen Meisterschaft des DCD zurückgezogen und einen eigenen Wettbewerb organisiert, bei dem die Meisterschaft in mehreren Wettbewerben pro Jahr ausgetragen wurde.
Nach Auflösung des DCD wurde die deutsche Drachenmeisterschaft vorübergehend durch die „Interessengemeinschaft Drachenmeisterschaft“ (IGDM) fortgeführt.
In den Jahren 2006 und 2010 bis 2012 wurden die Meisterschaften abgesagt weil sich kein lokaler Veranstalter gefunden hat oder weil zu wenig Anmeldungen eingegangen waren. Im Jahr 2012 hat sich auch die IGDM aufgelöst.
Die Deutschen Meisterschaften wurden in mehreren Kategorien ausgetragen, die jährlich angepasst wurden:

### Schau-Wettkämpfe
- Rokkaku-Cup Einzel, Drachen bis 1,2 m Höhe
- Rokkaku-Cup Team, Drachen ab 1,8 m Höhe
- Manja Cup
- Größter Leinenwinkel (ab 1999)

### Bewertung von Drachen
- Flachdrachen
- Zellendrachen
- Stablose Drachen
- Kettendrachen
- Klassische Drachen (1994–1999)
- Standard-Drachen (ab 2002)
- Offene Klasse
- Windspiele und Leinenschmuck (bis 1999)

### Lenkdrachen
Nach dem S.T.A.C.K.-Regelwerk
- Einzel Masters
- Einzel Experienced (ab 1995)
- Einzel Intermediate (ab 1997)
- Einzel Open Class
- Junior Cup (ab 1995)
- Team Open Class
- Paare Open Class
- Free Style (ab 1995)
- Vierleiner Open Class
- Vierleiner Team (ab 1995)

### Ort und Datum
| Lfd. Nr. | Datum                  | Austragungsort                         | Titel                                                  | Detail |
| -------- | ---------------------- | -------------------------------------- | ------------------------------------------------------ | --- |
| 1.       | 19.–21. September 1986 | Berlin (West) Freizeitpark Marienfelde | 1. Deutsche Lenkdrachen-Meisterschaften                | |
| 2.       | 19.–20. September 1987 | Berlin                                 | 2. Deutsche Lenkdrachen-Meisterschaften                | |
| 3.       | 1.–2. Oktober 1988     | Ostseebad Damp                         | 3. Deutsche Lenkdrachen-Meisterschaften                | |
| 4.       | 6.–8. Oktober 1989     | Wilhelmshaven am Geniusstrand          | 4. Deutsche Drachen-Meisterschaft                      | ab hier auch Einleiner |
| 5.       | 6.–7. Oktober 1990     | Wilhelmshaven                          | 5. Deutsche Drachen-Meisterschaft                      | |
| 6.       | 5.–6. Oktober 1991     | Paderborn                              | Deutsche Meisterschaften für Lenkdrachen und Einleiner | |
| 7.       | 2.–4. Oktober 1992     | Paderborn                              | 7. Deutsche Drachen-Meisterschaften                    | |
| 8.       | 1.–3. Oktober 1993     | Paderborn Flugplatz Haxterberg         | 8. Deutsche Drachen-Meisterschaften                    | |
| 9.       | 2.–4. September 1994   | Hamm Segelflugplatz                    | 9. Deutsche Drachenmeisterschaft                       | |
| 10.      | 1.–3. September 1995   | Detmold Segelflugplatz                 | 10. Deutsche Drachenmeisterschaft                      | |
| 11.      | 14.–15. September 1996 | Berlin Hoppegarten                     | Deutsche Drachenmeisterschaften                        | im Rahmen des Internationalen Drachen und Ballonfestivals |
| 12.      | 20.–21. September 1997 | Goslar Segelflugplatz                  | 12. Deutsche Drachen-Meisterschaft                     | |
| 13.      | 2.–4. Oktober 1998     | Hamm                                   | Deutsche Drachenmeisterschaften                        | |
| 14.      | 10.–12. September 1999 | Minden Kanzlers Weide an der Weser     | 14. Deutsche Drachenmeisterschaften                    | Bei den Lenkdrachenwettbewerben sind erstmalig auch Gastpiloten aus anderen Ländern teilnahmeberechtigt |
| 15.      | 25.–27. August 2000    | Melle Flugplatz Melle-Grönegau         | 15. Deutsche Meisterschaften                           | 5. Internationales Drachenfestival Melle-Osnabrück Der Lenkdrachenwettbewerb auf der DM des DCD wird der letzte Teil der Kite Challenge Tour des FLD. Der Titel "Deutscher Meister" ergibt sich aus der Gesamtwertung der Tour. |
| 16.      | 11.–12. August 2001    | Cuxhaven Altenbruch                    | 16. Deutsche Drachen-Meisterschaften für Einleiner     | Lenkdrachenwettbewerbe werden nicht mehr vom DCD ausgetragen, sondern von FLD e. V. (national) und STACK (international) im Rahmen einer „Kite Challenge Tour“. Nordcup des STACK auf diesem Drachenfest.                       |
| 17.      | 24.–25. August 2002    | Melle Flugplatz Melle-Grönegau         | 17. Deutsche Drachen-Meisterschaft -Einleiner-         | |
| 18.      | 11.–12. Oktober 2003   | Malmsheim                              | 18. Deutsche Drachenmeisterschaft -Einleiner-          | |
| 19.      | 28.–29. August 2004    | Melle Flugplatz Melle-Grönegau         | 19. Deutsche Meisterschaft -Einleiner-                 | |
| 20.      | 1.–3. Oktober 2005     | Lünen Segelflugplatz                   | 20. Deutsche Drachenmeisterschaft -Einleiner-          | integriert in 16. Familien-Drachenfest Lünen |
| 21.      | 23. September 2007     | Lünen                                  |                                                        | ausgerichtet von der IGDM |
| 22.      | 2008                   | Lünen                                  |                                                        | ausgerichtet von der IGDM |
| 23.      | 2009                   | Lünen                                  |                                                        | ausgerichtet von der IGDM |

Anfänglich war die Teilnahme nur möglich für Personen mit ständigem Wohnsitz in Deutschland. Später wurden es offene Meisterschaften.